# Kan Mikami
Kan Mikami三上寛 (Mikami Kan), né le 20 mars 1950 dans la préfecture d'Aomori, est un chanteur japonais de blues et de folk.

## Biographie
Kan Mikami a tourné en 1974 dans le film Cache-cache pastoral (田園に死す, Den'en ni shisu) de Shuji Terayama où il tient un petit rôle.
En 1994, il a réalisé un concert avec Kazuki Tomokawa, qui donnera naissance à un album commun, GO-EN: Live In Nihon Seinenkan.
Avec Keiji Haino et Toshiaki Ishizuka, ils forment le groupe Vajra.

## Discographiesuccincte
- Kan no sekai (en japonais : 三上寛の世界) 1971
- Japan Folk Jamboree (Live) (en japonais : '71中津川全日本フォークジャンボリー実況) 1971
- Mikami Kan no hitorigoto (en japonais : 三上寛1972コンサートライヴ"零孤徒”) 1972
- BANG! 1974
- Kan (en japonais : 寛) 1975
- Makeru Toki Mo Aru Daro (en japonais : 負けるときもあるだろう) 1978
- Juw 2008

## Filmographie
- 1974 : Cache-cache pastoral (田園に死す, Den'en ni shisu?) de Shuji Terayama
- 1983 : Furyo (戦場のメリークリスマス, Senjō no merī Kurisumasu?) de Nagisa Ōshima : le lieutenant Ito